# Lista de períodos de paz regional
A palavra pax junto com o nome latino de um império ou nação é usada para se referir a um período de paz, ou pelo menos estabilidade, reforçada por uma potência e hegemonia.
- Pax Americana
- Pax Britannica
- Pax Dei
- Pax Europeana
- Pax Hispanica
- Pax Hollandica
- Pax Islamica
- Pax Mongolica
- Pax Tokugawa[1]
- Pax Ottomana
- Pax Khazarica
- Pax Praetoriana
- Pax Romana
- Pax Sinica
- Pax Syriana